# Château de Corby
Le château de Corby est une maison de campagne de la famille Howard située à l'extrémité sud du village de Great Corby, dans le nord de Cumbria, en Angleterre.

## Histoire
Il est construit à l'origine au XIIIe siècle comme une maison-tour en grès rouge par la famille Salkeld, qui possède également le Salkeld Hall (en) voisin du même âge. Il est vendu en 1611 à Lord William Howard (1563-1640), le troisième fils de Thomas Howard, 4e duc de Norfolk, qui ajoute une maison en forme de L à deux étages sur la tour Peel.
Le château de Corby possède un jardin paysager du début du XVIIIe siècle.
Henry Howard (1757–1842) hérite du domaine de Sir Francis Howard, le deuxième fils de Lord William Howard. La façade actuelle est construite pour Henry par Peter Nicholson entre avril 1812 et septembre 1817.
Le château de Corby est vendu par Sir John Howard-Lawson et Lady Howard-Lawson en 1994 à l'homme d'affaires irlandais Edward Haughey. Le contenu principal du château est vendu en 1994 par Phillips of Scotland.
Corby Bridge, un viaduc ferroviaire classé Grade I de 1834, se trouve à proximité.
À la fin de 1981, le château de Corby est utilisé comme l'un des principaux lieux de tournage d'une mini-série en cinq épisodes de la BBC d'après le roman de Wilkie Collins The Woman in White met en vedette Diana Quick dans le rôle de Marian Halcombe.